# Krzysztof Liberek
Krzysztof Piotr Liberek (ur. 1958 w Gdańsku) - profesor nauk biologicznych.

## Życiorys
W 1982 ukończył fizykę na Politechnice Gdańskiej. W 1990 uzyskał doktorat z biologii molekularnej na Uniwersytecie Gdańskim, na tej samej uczelni uzyskał habilitację w 1996. W 2002 uzyskał tytuł profesora nauk biologicznych. W latach 1990–1991 odbył staż podoktorski na Uniwersytecie Stanowym w Utah a następnie w latach 1992-1993 kolejny staż na uniwersytecie w Genewie. Promotor 17 prac doktorskich.

## Zainteresowania naukowe
Zainicjował badania  molekularnymi nad białkami opiekuńczymi. Mają one znaczenie nad poznaniem  molekularnych mechanizmów leżących u podstaw zaburzeń neurodegeneracyjnych, jak choroba Alzheimera.

## Odznaczenia, nagrody i wyróżnienia
- Srebrny Krzyż Zasługi (2002)[4]
- Nagroda Naukową Prezydenta Miasta Sopot
- trzykrotna Nagroda Ministra Edukacji i Szkolnictwa Wyższego
- liczne granty Komitetu Badań Naukowych, Ministerstwa Edukacji i Szkolnictwa Wyższego oraz Narodowego Centrum Nauki
- Nagroda Fundacji na rzecz Nauki Polskiej (2023) w obszarze nauk o życiu i o Ziemi za wykazanie roli białek opiekuńczych w odzyskiwaniu białek z agregatów i zwijaniu ich do aktywnej formy[3]